# Symmetrische Wahrscheinlichkeitsverteilung
Als symmetrische (Wahrscheinlichkeits-) Verteilungen bezeichnet man in der Stochastik spezielle Wahrscheinlichkeitsverteilungen auf den reellen Zahlen. Sie zeichnen sich dadurch aus, dass (im einfachsten Fall) die Wahrscheinlichkeit, einen Wert kleiner als {\displaystyle -x} zu erhalten, immer gleich groß ist wie die Wahrscheinlichkeit, einen Wert größer als {\displaystyle x} zu erhalten. Besitzt eine Zufallsvariable eine symmetrische Verteilung, so nennt man sie auch eine symmetrische Zufallsvariable.

## Definition
Ein Wahrscheinlichkeitsmaß {\displaystyle P} auf {\displaystyle (\mathbb {R} ,{\mathcal {B}}(\mathbb {R} ))} heißt symmetrisch (um Null), wenn für alle {\displaystyle x\in \mathbb {R} } gilt:
{\displaystyle P((-\infty ,-x])=P([x,+\infty ))}
Analog heißt eine reellwertige Zufallsvariable symmetrisch (um Null), wenn die Verteilung von {\displaystyle X} mit der Verteilung von {\displaystyle -X} übereinstimmt, es gilt also
{\displaystyle P_{X}=P_{-X}}   bzw.  {\displaystyle X\,\,{\stackrel {\mathcal {D}}{=}}\,-X}.
Allgemeiner heißt ein Wahrscheinlichkeitsmaß {\displaystyle P} auf {\displaystyle (\mathbb {R} ,{\mathcal {B}}(\mathbb {R} ))}symmetrisch um {\displaystyle a}, wenn
{\displaystyle P((-\infty ,a-x])=P([a+x,+\infty ))}
für alle {\displaystyle x\in \mathbb {R} } gilt, ebenso wie eine reellwertige Zufallsvariable symmetrisch um {\displaystyle a} heißt, wenn
{\displaystyle X-a\,\,{\stackrel {\mathcal {D}}{=}}\,-(X-a)}
gilt.

## Erste Beispiele
- Die Gleichverteilung ist symmetrisch um ihren Erwartungswert.
- Die Normalverteilung {\displaystyle N(\mu ,\sigma )} ist symmetrisch um ihren Erwartungswert {\displaystyle \mu }.
- Nicht symmetrisch, also um keinen Punkt symmetrisch, sind zum Beispiel die Exponentialverteilung oder die Poisson-Verteilung.

## Eigenschaften

### Charakterisierung durch die Verteilungsfunktion
Die Symmetrie einer Zufallsvariablen/Verteilung kann auch über ihre Verteilungsfunktion charakterisiert oder definiert werden. Bezeichnet man mit {\displaystyle F_{-}(x)} den linksseitigen Grenzwert an der Stelle {\displaystyle x}, so ist die Verteilung bzw. Zufallsvariable genau dann symmetrisch um Null, wenn
{\displaystyle F(-x)+F_{-}(x)=1}
für alle {\displaystyle x\in \mathbb {R} } gilt und genau dann symmetrisch um {\displaystyle a}, wenn
{\displaystyle F(a-x)+F_{-}(a+x)=1}.

### Wahrscheinlichkeitsdichtefunktionen und Wahrscheinlichkeitsfunktionen
Die Symmetrie einer Wahrscheinlichkeitsverteilung lässt sich auch direkt über die Wahrscheinlichkeits(dichte)funktionen der Verteilung definieren:
- Ist {\displaystyle P} eine absolutstetige Verteilung, so ist {\displaystyle P} genau dann symmetrisch um {\displaystyle a}, wenn die Wahrscheinlichkeitsdichtefunktion achsensymmetrisch bzgl. der Achse {\displaystyle x=a} ist.
- Ist {\displaystyle P} eine diskrete Verteilung auf den reellen Zahlen, so ist {\displaystyle P} genau dann symmetrisch um {\displaystyle a}, wenn die Wahrscheinlichkeitsfunktion achsensymmetrisch bzgl. der Achse {\displaystyle x=a} ist.

### Median und Momente
Das Symmetriezentrum stimmt immer mit einem Median überein, ebenso der Erwartungswert falls dieser existiert. Dies muss aber bei symmetrischen Wahrscheinlichkeitsverteilungen nicht immer der Fall sein wie die Standard-Cauchy-Verteilung zeigt: Sie ist symmetrisch um Null, ihr Erwartungswert existiert aber nicht.
Allgemein gilt: ist {\displaystyle X} eine um {\displaystyle a} symmetrische Zufallsvariable und existiert ihr {\displaystyle (2k+1)}-tes Moment, so ist
{\displaystyle \operatorname {E} ((X-a)^{2k+1})=0}.

### Charakteristische Funktionen
Die charakteristische Funktion einer Wahrscheinlichkeitsverteilung ist genau dann reellwertig, wenn die Verteilung symmetrisch um Null ist, und dann gilt
{\displaystyle \varphi _{X}(t)=\operatorname {E} (\cos(tX))}.
Des Weiteren ermöglicht der Satz von Pólya die Konstruktion von Funktionen, die stets charakteristische Funktion einer um Null symmetrischen Verteilung sind.

## Weitere symmetrische Verteilungen
| Verteilung                                                         | für Parameterwahl                                       | Symmetrisch um                      | Bemerkung |
| ------------------------------------------------------------------ | ------------------------------------------------------- | ----------------------------------- | --- |
| Diskrete Verteilungen                                              |                                                         |                                     | |
| Bernoulli-Verteilung                                               | {\displaystyle p={\tfrac {1}{2}}}                       | {\displaystyle a={\tfrac {1}{2}}}   | Für {\displaystyle p\in \{0,1\}} siehe Dirac-Verteilung auf 0 bzw. 1                                                                    |
| Binomialverteilung {\displaystyle X\sim Bin(n,p)}                  | {\displaystyle p={\tfrac {1}{2}}}                       | {\displaystyle a={\frac {n}{2}}}    | Geht für {\displaystyle p\in \{0,1\}} in die Dirac-Verteilung auf {\displaystyle 0} bzw. {\displaystyle n} über, Symmetrien siehe dort. |
| Diskrete Gleichverteilung auf {\displaystyle \{r,r+1,\dots ,r+n\}} | {\displaystyle r\in \mathbb {R} ,\,k\in \mathbb {N} }   | {\displaystyle a={\frac {2r+n}{2}}} | |
| Rademacher-Verteilung                                              | -                                                       | {\displaystyle a=0}                 | |
| Zweipunktverteilung auf {\displaystyle \{c,d\}}                    | {\displaystyle c,d\in \mathbb {R} ,\,p={\tfrac {1}{2}}} | {\displaystyle a={\frac {c+d}{2}}}  | Degenerierter Fall {\displaystyle p\in \{0,1\}} siehe Dirac-Verteilung.                                                                 |
| Absolutstetige Verteilungen                                        |                                                         |                                     | |
| Normalverteilung                                                   | {\displaystyle \mu \in \mathbb {R} ,\,\sigma ^{2}>0}    | {\displaystyle a=\mu }              | |
| Stetige Gleichverteilung auf {\displaystyle [c,d]}                 | -                                                       | {\displaystyle a={\frac {c+d}{2}}}  | |
| Cauchy-Verteilung                                                  | {\displaystyle t\in \mathbb {R} ,\,s>0}                 | {\displaystyle a=t}                 | Typisches Beispiel einer symmetrischen Verteilung ohne Erwartungswert                                                                   |
| Studentsche t-Verteilung                                           | {\displaystyle n\in \mathbb {N} }                       | {\displaystyle a=0}                 | |
| Betaverteilung auf {\displaystyle (0,1)}                           | {\displaystyle p=q}                                     | {\displaystyle a={\tfrac {1}{2}}}   | |
| Arcsin-Verteilung                                                  | -                                                       | {\displaystyle a={\tfrac {1}{2}}}   | |
| Logistische Verteilung                                             | {\displaystyle \alpha \in \mathbb {R} ,\,\beta >0}      | {\displaystyle a=\alpha }           | |
| Stetigsinguläre Verteilungen und degenerierte Verteilungen         |                                                         |                                     | |
| Cantor-Verteilung                                                  | -                                                       | {\displaystyle a={\tfrac {1}{2}}}   | |
| Dirac-Verteilung {\displaystyle \delta _{x}}                       | {\displaystyle x\in \mathbb {R} }                       | {\displaystyle a=x}                 | |